# Fédération française des métiers de l'incendie
 (octobre 2016).
Si vous disposez d'ouvrages ou d'articles de référence ou si vous connaissez des sites web de qualité traitant du thème abordé ici, merci de compléter l'article en donnant les références utiles à sa vérifiabilité et en les liant à la section « Notes et références ».
La Fédération française des métiers de l’incendie (FFMI) est une fédération professionnelle regroupant les acteurs des métiers de la sécurité incendie en France, créée en 1961.

## Historique

Ancien logo.

En 1961, est créée la Fédération française du matériel d’incendie (FFMI). En 2010, cette fédération est composée de dix groupements représentant les industriels intervenant sur la sécurité incendie (détection, désenfumage, compartimentage). 
En 2013, la fédération change de nom : la FFMI devient la fédération française des métiers de l’incendie. Ce changement de nom reflète l'évolution de la sécurité incendie et la diversité des métiers afférente. 
En 2016, la Fédération française des coordinateurs SSI (FFACSSI) rejoint la FFMI. Quelques mois après, le Groupement des entreprises d’études de sécurité et de prévention incendie (GEESPI), créé en 2016, devient le douzième groupement de la FFMI.

## Mission et activités
La FFMI est une organisation professionnelle représentant les entreprises industrielles, d’études et de services de la filière de la sécurité incendie. Elle fédère douze groupements qui représentent 250 entreprises. 
Elle mène des actions de sensibilisation visant à protéger de façon optimale les personnes et les biens contre le risque incendie, dont certaines aux côtés des pouvoirs publics. 
La FFMI décerne chaque année l'Oscar de la sécurité Incendie de la FFMI, qui récompense des actions remarquables en matière de sécurité incendie.
Depuis 2012, la FFMI est présidée par Régis Cousin.
Depuis 2017, la FFMI est inscrite au répertoire des représentants d'Intérêt de la Haute Autorité pour la transparence de la vie publique et déclare des dépenses inférieures à 10 000 euros pour le second semestre 2017.